# Прато
Прато (на италиански: Prato) е град и община в Италия, в региона Тоскана. Градът е административен център на едноименната провинция. Това е вторият град в Тоскана по население.
Общинската площ е 97,59 км2 и населението – около 186 000 души (2007).